# Іоан VI Кодонат
Іоан VI Кодонат (XI століття – 1100 рік), грецький православний Папа і Патріарх Александрії та всієї Африки з 1062 по 1100 рік.

## Зовнішні посилання
- JOHN VI KODONATOS (1062-1100) (англ.). The official web site of Greek Orthodox Patriarchate of Alexandria and All Africa.